# Euro Hockey Tour 2021/2022
Euro Hockey Tour 2021/2022 byl 26. ročník hokejové soutěže Euro Hockey Tour. Konal se od 10. listopadu 2021 do 8. května 2022, součástí byly turnaje Karjala Cup 2021, Channel One Cup 2021, Czech Hockey Games 2022 a turnaj Beijer Hockey Games 2022.

## Karjala Cup
Turnaj Karjala Cup se konal od 10. listopadu do 14. listopadu 2021 v Helsinkách a Linköpingu.
| Poř. | Tým     | Z | V | VP | PP | P | VG | OG | B |
| ---- | ------- | - | - | -- | -- | - | -- | -- | - |
| 1.   | Švédsko | 3 | 3 | 0  | 0  | 0 | 11 | 4  | 9 |
| 2.   | Finsko  | 3 | 2 | 0  | 0  | 1 | 8  | 5  | 6 |
| 3.   | Rusko   | 3 | 1 | 0  | 0  | 2 | 7  | 9  | 3 |
| 4.   | Česko   | 3 | 0 | 0  | 0  | 3 | 5  | 13 | 0 |

## Channel One Cup
Turnaj Channel One Cup 2021 se konal od 15. prosince do 19. prosince 2021 v Moskvě a Praze.
| Poř. | Tým     | Z | V | VP | PP | P | VG | OG | B  |
| ---- | ------- | - | - | -- | -- | - | -- | -- | -- |
| 1.   | Rusko   | 4 | 3 | 0  | 1  | 0 | 12 | 8  | 10 |
| 2.   | Finsko  | 3 | 1 | 2  | 0  | 0 | 10 | 5  | 7  |
| 3.   | Kanada  | 3 | 1 | 0  | 0  | 2 | 7  | 9  | 3  |
| 4.   | Švédsko | 3 | 1 | 0  | 0  | 2 | 4  | 6  | 3  |
| 5.   | Česko   | 3 | 0 | 0  | 1  | 2 | 6  | 11 | 1  |

## Czech Hockey Games
Turnaj Czech Hockey Games 2022 se konal od 28. dubna do 1. května 2022 v Ostravě a Vídni.
| Poř. | Tým      | Z | V | VP | PP | P | VG | OG | B |
| ---- | -------- | - | - | -- | -- | - | -- | -- | - |
| 1.   | Česko    | 3 | 2 | 0  | 1  | 0 | 14 | 6  | 7 |
| 2.   | Švédsko  | 3 | 2 | 0  | 0  | 1 | 6  | 9  | 6 |
| 3.   | Finsko   | 3 | 1 | 1  | 0  | 1 | 6  | 5  | 5 |
| 4.   | Rakousko | 3 | 0 | 0  | 0  | 3 | 3  | 9  | 0 |

Z = Odehrané zápasy; V = Výhry; VP = Výhry v prodloužení/nájezdech; PP = Prohry v prodloužení/nájezdech; VG = vstřelené góly; OG = obdržené góly; B = Body

## Beijer Hockey Games
Turnaj Beijer Hockey Games 2022 se konal od 5. do 8. května 2022 ve Stockholmu a Tampere.
| Poř. | Tým       | Z | V | VP | PP | P | VG | OG | B |
| ---- | --------- | - | - | -- | -- | - | -- | -- | - |
| 1.   | Česko     | 3 | 3 | 0  | 0  | 0 | 8  | 2  | 9 |
| 2.   | Švédsko   | 3 | 1 | 1  | 0  | 1 | 5  | 7  | 5 |
| 3.   | Švýcarsko | 3 | 1 | 0  | 1  | 1 | 5  | 8  | 4 |
| 4.   | Finsko    | 3 | 0 | 0  | 0  | 3 | 6  | 10 | 0 |

Z = Odehrané zápasy; V = Výhry; VP = Výhry v prodloužení/nájezdech; PP = Prohry v prodloužení/nájezdech; VG = vstřelené góly; OG = obdržené góly; B = Body

## Konečné pořadí EHT 2021/2022
| Poř. | Tým       | Z  | V | VP | PP | P | VG | OG | B  |
| ---- | --------- | -- | - | -- | -- | - | -- | -- | -- |
| 1.   | Švédsko   | 12 | 7 | 1  | 0  | 4 | 29 | 26 | 23 |
| 2.   | Finsko    | 12 | 4 | 3  | 0  | 5 | 30 | 25 | 18 |
| 3.   | Česko     | 12 | 5 | 0  | 2  | 5 | 33 | 32 | 17 |
| 4.   | Rusko     | 7  | 4 | 0  | 1  | 2 | 19 | 17 | 13 |
| 5.   | Švýcarsko | 3  | 1 | 0  | 1  | 1 | 5  | 8  | 4  |
| 6.   | Kanada    | 3  | 1 | 0  | 0  | 2 | 7  | 9  | 3  |
| 7.   | Rakousko  | 3  | 0 | 0  | 0  | 3 | 3  | 9  | 0  |

### Vysvětlivky k tabulkám a zápasům
- Z – počet odehraných zápasů
- V – počet vítězství
- VP – počet výher po prodloužení (nebo po samostatných nájezdech)
- PP – počet proher po prodloužení (nebo po samostatných nájezdech)
- P – počet proher
- VG – počet vstřelených gólů
- OG – počet obdržených gólů
- B – počet bodů